# José Alonso del Rivero

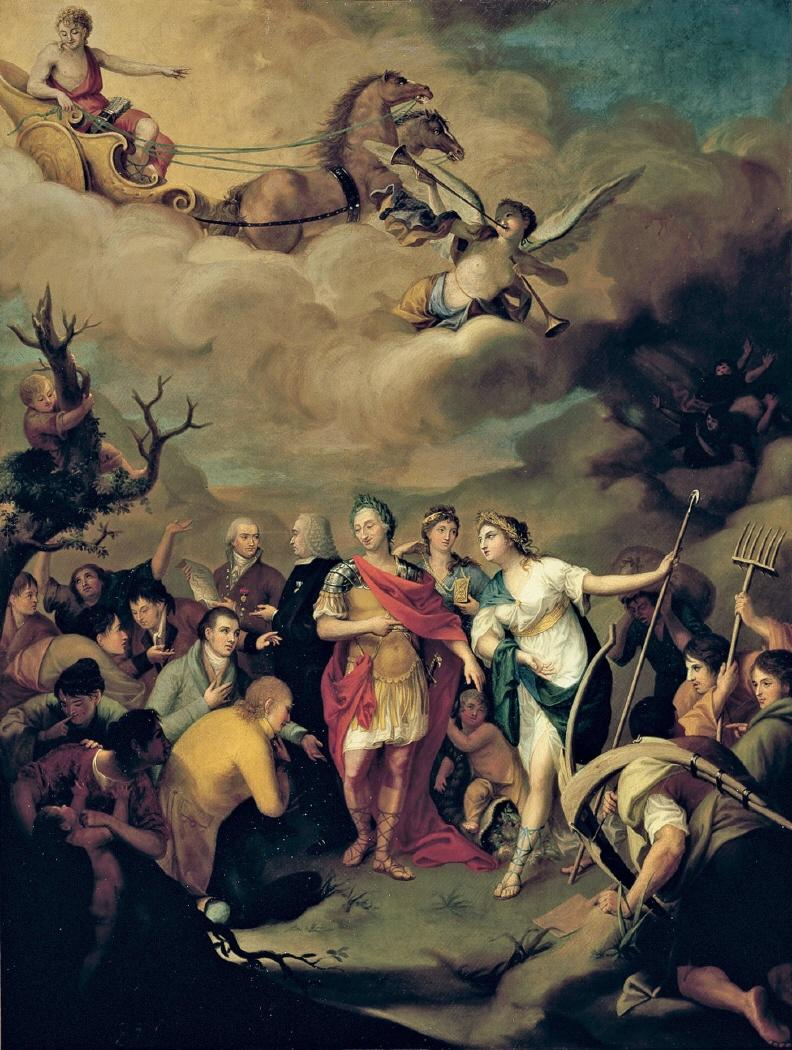
Carlos III entregando las tierras a los colonos de Sierra Morena, 1805, óleo sobre lienzo, 168 x 126 cm, Madrid, Real Academia de Bellas Artes de San Fernando.

José Alonso del Rivero Sacades (Oviedo, 1782-después de 1818) fue un pintor neoclásico español, especializado en retratos en miniatura.

## Biografía y obra
Hijo de José Rivero y de Rosa Sacades, comenzó sus estudios en la Academia de Dibujo de Oviedo, recientemente fundada, y los prosiguió en la Real Academia de Bellas Artes de San Fernando, en la que ingresó en 1795 pensionado por la academia ovetense y merced a una suscripción en la que participaron el conde de Campomanes y los individuos de la Sociedad Patriótica. En 1802 obtuvo el premio de segunda clase de la Real Academia por una composición con el tema de Escipión en casa de Matelo, y en 1805 el primer premio de primera clase de pintura por el óleo Carlos III entregando las tierras a los colonos de Sierra Morena, conservado en la propia Academia.
Al mismo tiempo y por influencia del holandés Guillermo Ducker, miniaturista de cámara de Carlos IV y María Luisa de Parma, debió de orientar su actividad hacia el retrato en miniatura. Conservados en número relativamente abundante y habitualmente firmados Rivero fecit, se encuentran entre ellos los de los marqueses de Lazán, María Gabriela de Palafox y Portocarrero y Luis Rebolledo Palafox, y el de la marquesa de Villafranca, María Tomasa de Palafox, conservados los tres en el Museo del Prado junto con otros dos retratos masculinos no identificados. Por su parte el Museo Lázaro Galdiano guarda una miniatura pintada con técnica infrecuente al gouache sobre papel con la representación de busto de San Jerónimo, padre de la Iglesia, igualmente firmada.
En 1814, el corregidor de Madrid, Alonso Marcilla de Teruel, titulado duque de Moctezuma, le encargó un retrato del rey Fernando VII para una de las salas de las Casas Consistoriales, que hubo de reformar poco después al no haber quedado a completa satisfacción de las autoridades municipales. Los grabados de portada y contraportada de las Ordenanzas de la Real Maestranza de la M. N. L. Ciudad de Ronda (Madrid, 1817), para los que Rivero proporcionó los dibujos, son sus últimos trabajos fechados conocidos.